# Agnes van Meranië
Agnes Maria van Meranië (ook: van Andechs, van Andechs-Meranië en van Dießen-Andechs) (c.1175 – Poissy, 20 juli 1201) was de derde vrouw van koning Filips II Augustus van Frankrijk. Zij was een dochter van hertog Berthold IV van Meranië en van Agnes van Rochlitz. Over haar leven is weinig bekend. Zij was een zus van de heilige Hedwig van Silezië. Na haar huwelijk werd Filips II door de paus van bigamie beschuldigd en met excommunicatie bedreigd.

## Ingeborg van Denemarken
Na de dood van zijn eerste vrouw Isabella van Henegouwen was Filips Augustus op 14 augustus 1193 in Amiens hertrouwd met Ingeborg van Denemarken. Hij zag Ingeborg voor het eerst op hun huwelijksdag, vond haar fysiek afstotelijk en vroeg haar een dag later om terug te keren naar Denemarken. Toen zij dat weigerde, vroeg Filips aan zijn oom Willem van Champagne, kardinaal en aartsbisschop van Reims, om het huwelijk door nietigverklaring te laten ontbinden. Dat gebeurde op 5 november 1193 op basis van een (mogelijk gefingeerde) stamboom waaruit zou blijken dat er sprake was van bloedverwantschap. Paus Celestinus III accepteerde dat niet. Hij gaf de kardinaal een reprimande, verklaarde de scheiding ongeldig en verbood het Filips om opnieuw in het huwelijk te treden. Filips trok zich van dat verbod echter niets aan. Hij ging op zoek naar een nieuwe echtgenote en liet Ingeborg opsluiten in de Tour de Guinette van Étampes toen zij na de nietigverklaring opnieuw weigerde om naar Denemarken terug te gaan.

## Agnes van Meranië
Door zijn conflict met de paus was Filips geen ideale huwelijkskandidaat meer. Na lang zoeken wist hij echter toch de hand te verkrijgen van Agnes van Meranië, met wie hij op 1 juni 1196 in Compiègne in het huwelijk trad. Dit was tegen het zere been van de nieuwe paus Innocentius III. Hij sommeerde Filips om met Agnes te breken en Ingeborg te erkennen als zijn wettige vrouw en koningin. Toen Filips daar geen gehoor aan gaf, vaardigde de paus op 12 december 1199 een interdict uit over Frankrijk, waardoor er in het hele koninkrijk geen katholieke missen, begrafenissen en andere religieuze plechtigheden meer konden plaatsvinden. De volkswoede hierover zette Filips stevig onder druk. In de zomer van 1200 bezwoer hij de pauselijk legaat kardinaal Ottaviano, dat hij Agnes zou verstoten en Ingeborg zou laten terugkeren naar het hof. Een concilie in het kasteel van Saint-Léger in Nesle besloot vervolgens op 7 september 1200 om het interdict voorlopig op te heffen. In het voorjaar van 1201 herhaalde Filips zijn belofte voor een concilie in Soissons. De eis van de paus dat Agnes het koninkrijk moest verlaten, werd toen afgezwakt omdat zij hoogzwanger was. Zij werd ondergebracht in het kasteel van Poissy, waar zij korte tijd later in het kraambed overleed. Daarmee leek Ingeborg van Denemarken in ere te zijn hersteld, maar het zou nog tot 1213 duren voordat zij uit haar gevangenschap in Étampes werd bevrijd.
Filips en Agnes kregen drie kinderen:
- Maria van Frankrijk (1198-1224). Nadat huwelijksplannen met Alexander II van Schotland (in 1200) en Arthur I van Bretagne (in 1202) op niets waren uitgelopen, werd zij in augustus 1206 uitgehuwelijkt aan Filips I van Namen (1175-1212). Na diens dood hertrouwde zij in 1213 met Hendrik I van Brabant (1160-1235). Zij had geen kinderen.
- Filips "Hurepel" van Frankrijk (1200-1234). Hij werd in 1216 uitgehuwelijkt aan Mathilde II van Boulogne (1202-1256). Filips Hurepel was zelf graaf van Clermont-en-Beauvaisis en werd door zijn huwelijk graaf en erfgenaam van Boulogne, Mortain, Aumale en Dammartin.
- Een zoon (juli 1201) die tijdens of vlak na zijn geboorte is overleden.[7]

Agnes van Meranië werd begraven in de Abdij Saint-Corentin in Septeuil. Haar naam werd bijgeschreven in het necrologium van de koninklijke abdij van Saint-Denis. Op 12 november 1201, nog geen vier maanden na haar dood, erkende paus Innocentius III haar kinderen Maria en Filips Hurepel als wettige erfgenamen van Filips II Augustus.

## Terzijde
- Agnes van Meranië is de hoofdpersoon van de opera La straniera (1829) van Vincenzo Bellini.
- Agnes van Meranië is de hoofdpersoon van het treurspel Agnès de Méranie (1846) van François Ponsard.